# Croxley Green
Croxley Green est une paroisse civile et un village du Hertfordshire, en Angleterre.